# Schloss Kölnhof

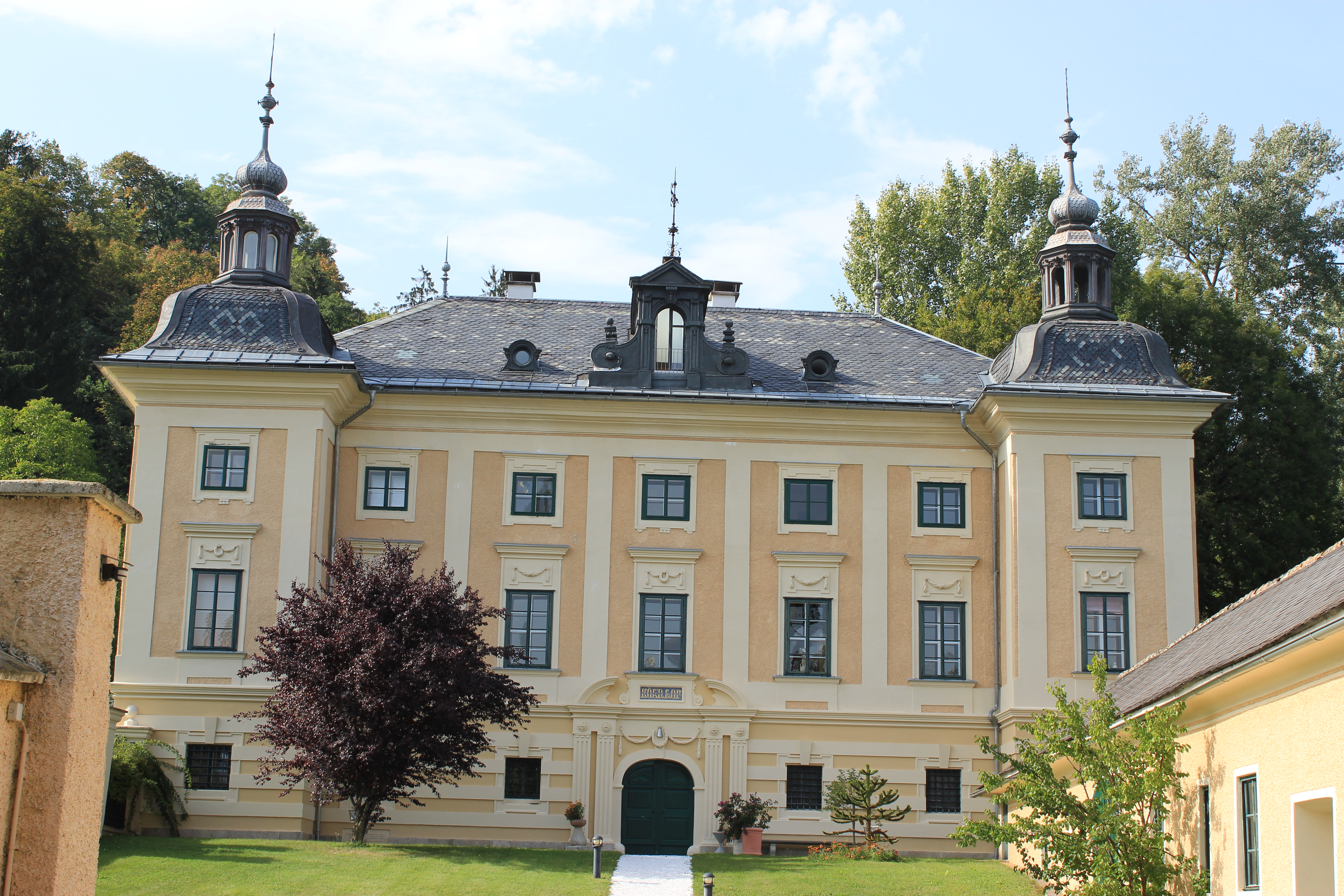
Schloss Kölnhof (2011)

Schloss Kölnhof in St. Veit an der Glan wurde erstmals 1378 als „Cholendorff“ urkundlich genannt. 
Seit 1594 war das Schloss im Besitz von St. Veiter Gewerken- und Bürgerfamilien. 1778 führte wahrscheinlich Johann Georg Hagenauer im Auftrag von Prälat Mayerhofer, dem letzten Abt von Stift Griffen, Um- und Ausbauten durch. Von 1891 bis 1953 gehörte das Anwesen dem Landesverweser Arthur Lemisch, danach Hubert Knaus. Im Jahre 1996 kaufte die Ärztin Dr. Karin Maier das Anwesen und hat auch ihre Arztpraxis im Schloss. Im Jahre 2020 restaurierte sie das Dach von Schloss Kölnhof.

## Baubeschreibung
Die Gartentore mit klassizistischen Vasen auf den Pfeilern besitzen Schmiedeeisengitter des 18. und 19. Jahrhunderts. Die frühklassizistische Fassade mit einem gebänderten Erdgeschoß weist im Obergeschoß einfache Lisenengliederung und eine sparsame Zopfornamentik auf. Die vorspringenden Ecktürme mit flachen Hauben und Laternen stammen vom Umbau von 1884. In dieser Zeit wurden die ursprünglichen Giebel durch Dachgaupen ersetzt. An der Nordseite haben sich geschmiedete Fensterkörbe des 16. Jahrhunderts erhalten. Das Korbbogenportal mit einem gesprengten Giebel wird von Doppelpilastern eingefasst. Im Hausflur ist eine Gedenktafel für Maria Joseph von Mayerhoffen und seine Frau Maria Aloisia Gräfin von Galler aus dem Jahr 1778 angebracht. Im Erdgeschoß hat sich ein Netzgratgewölbe des 15. Jahrhunderts erhalten. Im südöstlichen Eckturm ist eine Rosalienkapelle untergebracht. Die Einrichtung des Schlosses wurde 1945 durch Kriegseinwirkungen weitgehend zerstört.